# Ciornotîci, Sosnîțea
Ciornotîci (în ucraineană Чорнотичі) este o comună în raionul Sosnîțea, regiunea Cernihiv, Ucraina, formată numai din satul de reședință.

## Demografie
Componența lingvistică a comunei Ciornotîci
     Ucraineană (98,87%)
     Alte limbi (1,14%)
Conform recensământului din 2001, majoritatea populației comunei Ciornotîci era vorbitoare de ucraineană (98,87%), existând în minoritate și vorbitori de alte limbi.